# Scarabaeus (videogioco)
Scarabaeus, uscito in America come Invaders of the Lost Tomb, è un videogioco di avventura dinamica per Commodore 64 e Amstrad CPC pubblicato nel 1985. Il videogioco è stato prodotto dalla Andromeda Software (marchio britannico, ma venne sviluppato da ungheresi) e pubblicato in Europa dalla Ariolasoft UK. La storia ruota intorno a un astronauta e il suo cane in esplorazione in una tomba egiziana alla ricerca dello smeraldo del faraone e dell'antidoto al lento e mortale veleno di un ragno che ha morso il protagonista. Il videogioco viene giocato in prospettiva in prima persona e presenta vari rompicapo da risolvere.
Nel tardo 1986 era in produzione un seguito per Commodore 64, ma non fu mai realizzato. Nel 2021 ne è stato recuperato un demo.

## Modalità di gioco
Il giocatore controlla l'astronauta (il cane fa soltanto apparizioni decorative) attraverso tre livelli corrispondenti a tre labirinti sui tre piani della tomba. La visuale è tridimensionale in prima persona e il movimento avviene tramite rotazione graduale a destra e sinistra e camminata in avanti. A richiesta si può visualizzare una mappa del piano attuale.
L'aspetto generale dei livelli è sempre di labirinti con strade perpendicolari e muri di pietra, differenti solo per il colore. Gli obiettivi dei tre livelli sono:
1. Raggiungere uno alla volta nove fantasmi innocui che vagano per il labirinto. Si ottengono così 9 geroglifici che formano un mosaico 3x3, visualizzabile in una schermata a parte sulla mano dell'astronauta.
2. Trovare medicine e trappole per zombi all'interno di nicchie nelle pareti. Il mosaico precedentemente assemblato permette di distinguere gli oggetti validi da quelli nocivi; per ogni oggetto appare una griglia di simboli all'interno della quale dev'essere individuabile il mosaico. Dalle nicche escono anche ragni che bisogna evitare. Una delle nicchie contiene  un minigioco da risolvere per abilitare l'accesso al prossimo livello: si devono ruotare delle tessere, mutando una fila intera alla volta, fino a farle diventare tutte con lo stesso simbolo.
3. Trovare pozioni nelle nicchie delle pareti, distinguendo buone da cattive in base alle bottiglie già viste nel livello precedente. Nel labirinto ci sono zombi, contro i quali si possono piazzare le trappole precedentemente acquisite. Al centro del labirinto c'è il sepolcro con il rompicapo finale (ciascuna porta del sepolcro permette un tentativo): si devono sistemare delle tessere, in modo simile al gioco del 15, in un massimo di 40 mosse. Ogni pozione raccolta rivela una parte della disposizione che dev'essere data alle tessere.

Tra un livello e l'altro c'è una sequenza in terza persona dove si prende un ascensore a manovella, da girare a mano muovendo i controlli con il giusto ritmo, altrimenti si può precipitare e subire danni.
Il pannello informativo a destra della visuale tridimensionale riporta la bussola, il livello attuale, un indicatore a clessidra del tempo rimasto prima della morte per avvelenamento, l'indicatore dell'energia vitale e un elettrocardiogramma che rappresenta la stanchezza, anch'essa potenzialmente letale. Come sottofondo si può impostare la musica o il suono del respiro dell'astronauta.